# 第12回ロサンゼルス映画批評家協会賞
第12回ロサンゼルス映画批評家協会賞は、ロサンゼルス映画批評家協会によって1986年の映画に贈られた映画賞である。1986年12月13日に発表され、授賞式は1987年1月29日に行われた。

## 受賞
- 主演男優賞: 
  - ボブ・ホスキンス – 『モナリザ』

- 主演女優賞:
  - サンドリーヌ・ボネール – 『冬の旅』

- 監督賞: 
  - デヴィッド・リンチ - 『ブルーベルベット』

- 作品賞:
  - 『ハンナとその姉妹』

- 外国映画賞:
  - 『冬の旅』 ( フランス イギリス)

- 音楽賞
  - 『ラウンド・ミッドナイト』 - ハービー・ハンコック、デクスター・ゴードン

- 脚本賞:
  - 『ハンナとその姉妹』 - ウディ・アレン

- 助演男優賞: 
  - デニス・ホッパー - 『ブルーベルベット』、『勝利への旅立ち』

- 助演女優賞: 
  - キャシー・タイソン - 『モナリザ』
  - ダイアン・ウィースト - 『ハンナとその姉妹』